# Baring (Washington)
Baring az Amerikai Egyesült Államok északnyugati részén, Washington állam King megyéjében elhelyezkedő statisztikai település. A 2010. évi népszámlálási adatok alapján 220 lakosa van.

## Éghajlat
A város éghajlata mediterrán (a Köppen-skála szerint Csb).
| Hónap                                   | Jan.  | Feb.  | Már. | Ápr. | Máj. | Jún. | Júl. | Aug. | Szep. | Okt. | Nov.  | Dec.  | Év    |
| --------------------------------------- | ----- | ----- | ---- | ---- | ---- | ---- | ---- | ---- | ----- | ---- | ----- | ----- | ----- |
| Rekord max. hőmérséklet (°C)            | 17,0  | 23,0  | 27,0 | 33,0 | 38,0 | 37,0 | 38,0 | 37,0 | 37,0  | 30,0 | 21,0  | 16,0  | 38,0  |
| Átlagos max. hőmérséklet (°C)           | 5,0   | 7,9   | 10,8 | 14,5 | 18,2 | 20,5 | 23,9 | 24,0 | 20,7  | 14,7 | 8,0   | 4,5   | 14,4  |
| Átlagos min. hőmérséklet (°C)           | −0,4  | 0,0   | 1,3  | 3,2  | 6,2  | 8,9  | 10,9 | 11,0 | 8,8   | 5,2  | 1,8   | −0,4  | 4,7   |
| Rekord min. hőmérséklet (°C)            | −16,0 | −14,0 | −9,0 | −3,0 | −1,0 | −1,0 | 3,0  | 3,0  | −1,0  | −5,0 | −13,0 | −17,0 | −17,0 |
| Átl. csapadékmennyiség (mm)             | 410   | 268   | 271  | 199  | 183  | 101  | 53   | 58   | 120   | 253  | 453   | 399   | 2768  |
| Forrás: Western Regional Climate Center |       |       |      |      |      |      |      |      |       |      |       |       |       |

## Népesség

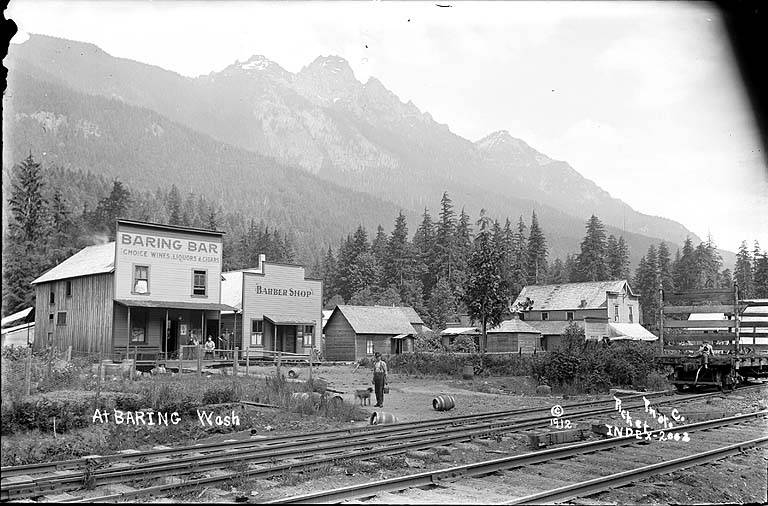
Baring 1912-ben

A település népességének változása:
| Lakosok száma | 233  | 220  | 255  |
|               | 2000 | 2010 | 2020 |